# Talitropsis
Talitropsis is een geslacht van rechtvleugeligen uit de familie grottensprinkhanen (Rhaphidophoridae). De wetenschappelijke naam van dit geslacht is voor het eerst geldig gepubliceerd in 1882 door Bolívar.

## Soorten
Het geslacht Talitropsis omvat de volgende soorten:
- Talitropsis apoduroides Karny, 1930
- Talitropsis crassicruris Hutton, 1896
- Talitropsis irregularis Hutton, 1896
- Talitropsis megatibia Trewick, 1999
- Talitropsis poduroides Walker, 1871
- Talitropsis sedilloti Bolívar, 1882